# رود کروکد (نیوزلند)
رود کروکد (به انگلیسی: Crooked River) رودی است که در نیوزلند جریان دارد.